# Borssele (dorp)
Borssele (uitspraakⓘ) is een dorp in de gemeente Borsele op het schiereiland Zuid-Beveland in de Nederlandse provincie Zeeland. Het dorp heeft 1.485 inwoners (1 januari 2023) en is daarmee een van de middelgrote kernen van de gemeente.
Het dorp heeft een beschermd dorpsgezicht en is daarmee een van de zeventien beschermde stads- en dorpsgezichten in Zeeland. In het dorp bevindt zich de terp Berg van Troje, een overblijfsel van het kasteel uit de 13e eeuw van de heren van Borssele. Een andere bezienswaardigheid is de korenmolen De Hoop & Verwachting, die gebouwd is omstreeks 1714.

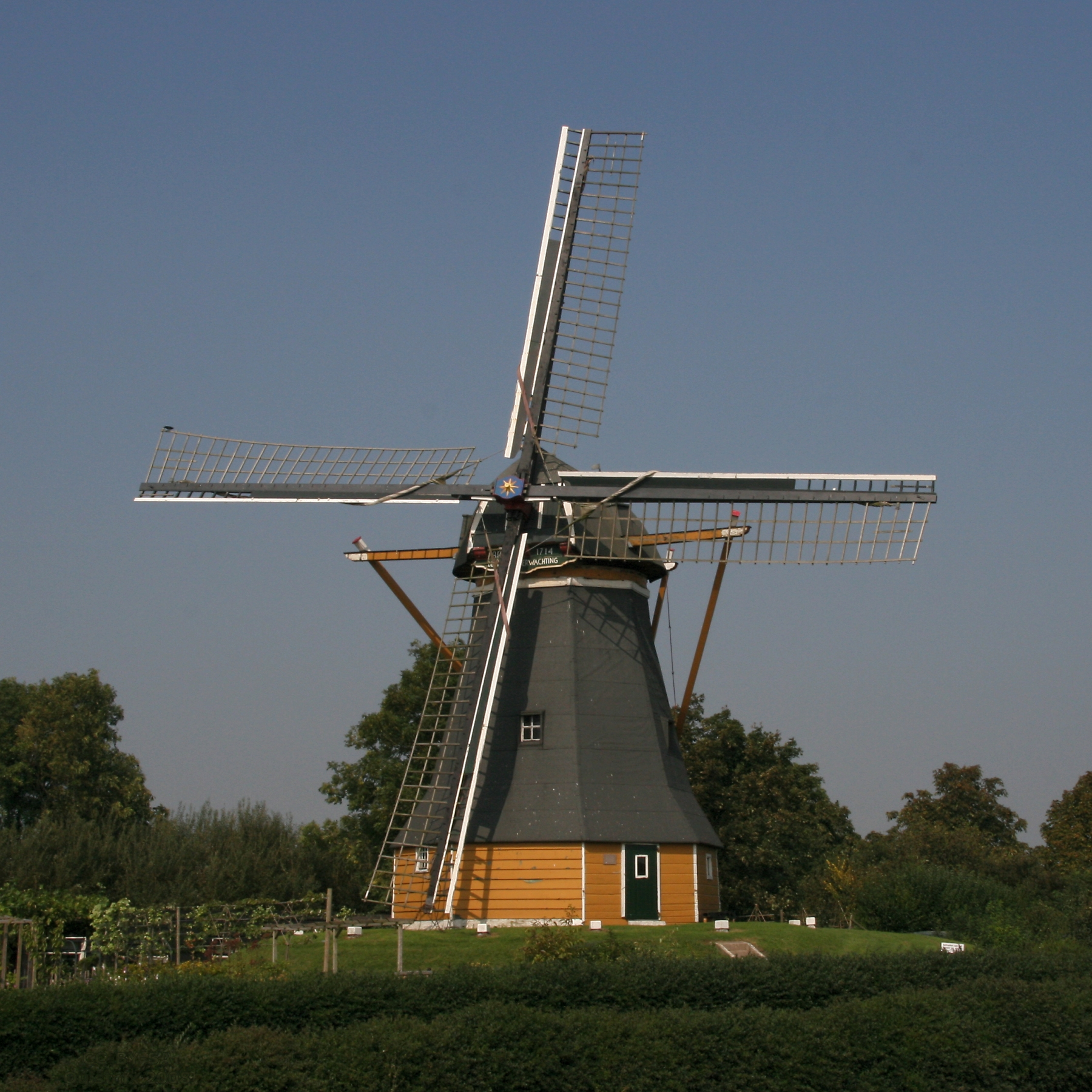
Korenmolen De Hoop & Verwachting

Opvallend aan Borssele is het strakke symmetrische stratenpatroon volgens het principe van (een vrije vorm van) de gulden snede, dat in het verleden werd toegeschreven aan Simon Stevin. Onderzoek heeft echter uitgewezen dat Cornelis Soetwater de ontwerper is. Het is het enige dorp in Nederland dat een dergelijke opzet heeft.
Ten noordwesten van deze plaats staat de naar haar genoemde kerncentrale Borssele en de Centrale Opslag Voor Radioactief Afval (COVRA). Vlak bij de kerncentrale  (~400 m) komen ook de electriciteitskabels van Windpark Borssele aan land en gaat de energie via het hoogspanningsstation het landelijk netwerk op.
De plaats Borssele wordt geschreven met dubbel s, maar de gemeente Borsele met één s, beide met dezelfde etymologische achtergrond. Borssele stond in de middeleeuwen wisselend bekend onder de schrijfwijzen Berselre, Brumsale, Brinsilla en Borsale. In de 19e eeuw veranderde de schrijfwijze naar Borsele of Borselen en werd het dorp ook wel Monster genoemd naar het in de 16e eeuw verdronken dorp Monster.
Borssele is een kerkelijke plaats. Een groot deel van de inwoners is lid van de plaatselijke Gereformeerde Gemeente. Bij de Tweede Kamerverkiezingen van 2012 behaalde de SGP de meerderheid van de stemmen in het dorp, 50,9%.

## Wapen
Het wapen van de oude gemeente Borssele is afgeleid van het familiewapen van het geslacht Van Borssele, dat al sinds de 12e eeuw bezittingen in Zeeland had. Het is na de gemeentelijke herindeling van 1970 geheel overgenomen in het nieuwe wapen van Borsele, waarbij een kroon aan het wapen werd toegevoegd.

## Geboren in Borssele
- Hans Warren (1921-2001), schrijver, dichter en recensent
- Peter Alderliesten (16 maart 1972), filmeditor